# Victor Vlad Delamarina (Timiș)

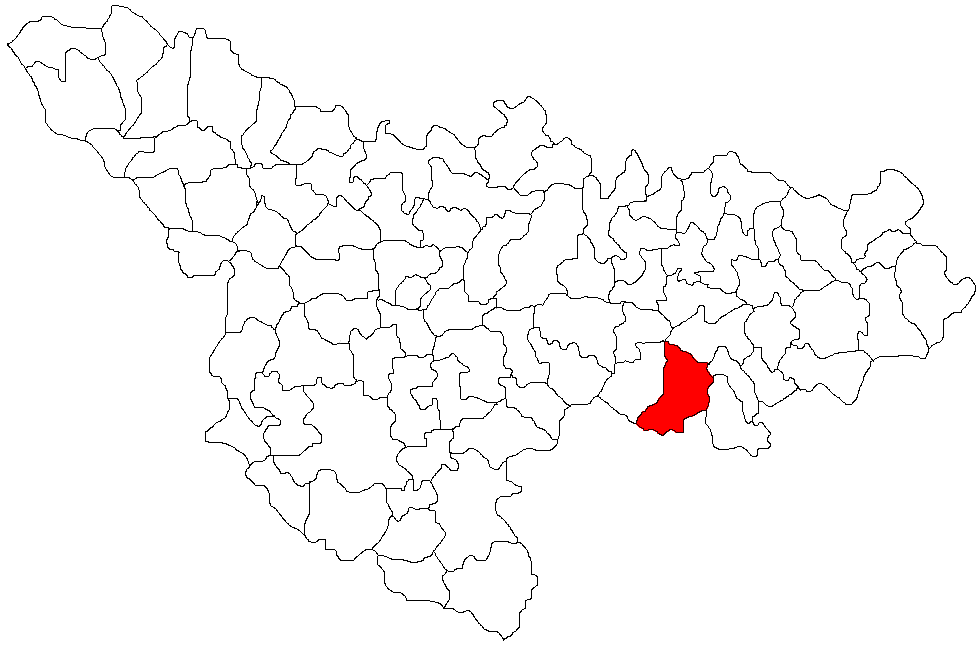
Lage der Gemeinde Victor Vlad Delamarina im Kreis Timiș

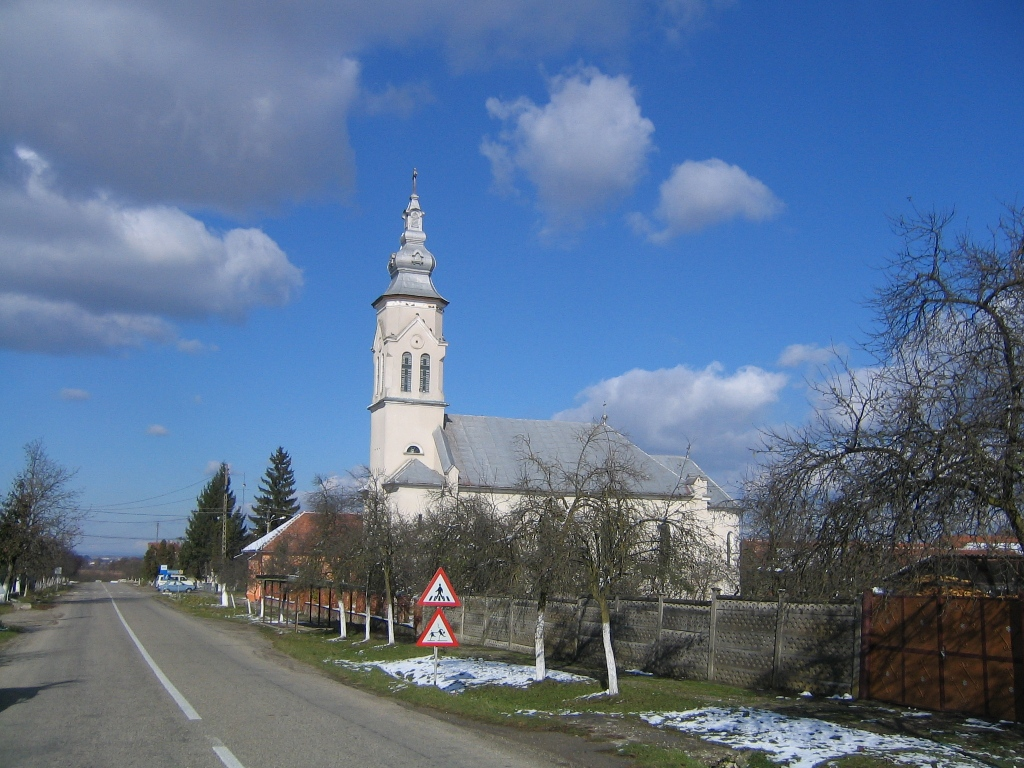
Ansicht aus Victor Vlad Delamarina

Victor Vlad Delamarina (bis 1924 Satu Mic; ungarisch Lugoskisfalu) ist eine Gemeinde im Kreis Timiș, in der Region Banat, im Südwesten Rumäniens. Der Ort wurde nach dem rumänischen Marineoffizier und Dichter Victor Vlad Delamarina, der hier geboren wurde, benannt. Zur Gemeinde Victor Vlad Delamarina gehören auch die Dörfer Herendești, Honorici, Pădureni, Petroasa Mare, Pini und Visag.

## Geografische Lage
Die Gemeinde Victor Vlad Delamarina liegt im Südosten des Kreises Timiș, in 5 Kilometer Entfernung von Lugoj, an der Nationalstraße Drum național 58A Lugoj-Soceni.

## Nachbarorte
| Darova        | Lugoj                                       | Lugojel  |
| Herendești    | Kompassrose, die auf Nachbargemeinden zeigt | Cireșu   |
| Petroasa Mare | Pini                                        | Honorici |

## Geschichte
Der Ort wurde 1717 während der Josephinischen Landaufnahme erstmals urkundlich unter der Bezeichnung Satumik erwähnt, hatte 60 Häuser und gehörte zum Komitat Caraș-Severin, Distrikt Lugoj. 1811 war Satu Mic im Besitz des spanischen Barons Francesco Soro.
Am 4. Juni 1920 wurde das Banat infolge des Vertrags von Trianon dreigeteilt. Der größte, östliche Teil, zu dem auch Satu Mic gehörte, fiel an das Königreich Rumänien. 1870 wurde der rumänische Dichter Victor Vlad Delamarina hier geboren. 1968 wurde der Ort nach ihm benannt.

## Demografie
Die Bevölkerungsentwicklung der Gemeinde Victor Vlad Delamarina:
| 1880 | 4536 | 3377 | 192 | 657  | 310                |
| 1910 | 6302 | 4435 | 382 | 1371 | 114                |
| 1930 | 5711 | 4019 | 71  | 1231 | 390                |
| 1977 | 4165 | 2622 | 71  | 1041 | 431                |
| 2002 | 2913 | 2107 | 43  | 81   | 682                |
| 2021 | 2467 | 1678 | 24  | 32   | 713 (410 Ukrainer) |

## Persönlichkeiten
- Victor Vlad Delamarina (1870–1896), Dichter[4]